# Семилітка (Дюртюлинський район)
Семилі́тка (рос. Семилетка, башк. Семилетка) — село (у минулому смт) у складі Дюртюлинського району Башкортостану, Росія. Адміністративний центр Семилітівської сільської ради.
Населення — 3977 осіб (2010; 4155 у 2002).
У період 1963-2014 років село мало статус селища міського типу.